# 보성여객
보성여객(寶成旅客)은 충청남도 천안시 서북구 부대중앙길 24길 (부대동)에 있는 충청남도 천안시의 시내버스 운송 업체이다.

## 역사
1979년 천안여객자동차주식회사의 해산 및 분할 결정에 따라 1980년 1월 21일 설립되었다.

## 운행 노선
2020년 3월 기준이다.
| 운행업체 | 보유 노선수 | 면허 대수 | 등록 대수 |
| -------- | ----------- | --------- | --------- |
| 보성여객 | 159         | 152       | 152       |

## 보유 차종

#### 자일대우버스
- 자일대우 NEW BS090
- 자일대우 NEW BS106

#### 현대자동차
- 현대 뉴 카운티
- 현대 카운티 뉴 브리즈
- 현대 그린시티
- 현대 뉴 슈퍼 에어로시티
- 현대 저상 뉴 슈퍼 에어로시티
- 현대 일렉시티
- 현대 카운티 일렉트릭
- 현대 스타리아

#### KGM커머셜
- 에디슨모터스 E-화이버드
- KGM 스마트 110